# Гартли, Дэвид
Дэвид Гартли (Хартли) (англ. David Hartley, 1705, Армли, Йоркшир, Англия — 1757, Бат, Англия) — английский мыслитель, один из основоположников психологической теории, которая известна как ассоцианизм.

## Биография
Дэвид Гартли родился в 1705 году в окрестностях Галифакса, Йоркшир в семье священника, изучал богословие. Гартли родился в семье бедного англиканского священника в Йоркшире. Его мать, Эверелд Уодсворт, умерла в год рождения Дэвида. Его отец, которого также звали Дэвид, затем женился на Саре Уилкинсон в 1707 году, от которой у него было четверо детей, но он тоже умер, когда Дэвид был еще мальчиком. Позднее стал заниматься медициной и выбрал её в качестве профессии.
Основной труд Гартли — «Размышления о человеке, его строении, долге и упованиях» (англ. Observations on man, his frame, his duty and expectations). В нём развивается учение о вибрациях в нервной системе, а также представление об ассоциации идей как универсальном механизме психической жизни. Вторая часть труда посвящена рассмотрению богословских проблем.
Сын Дэвида Гартли был членом палаты общин и изобретателем.

## Образование и карьера
В Кембридже Гартли учился у Николаса Сондерсона, который, несмотря на то, что был слеп с рождения, стал четвертым люкасовским профессором математики. Позже Гартли сыграл важную роль в увеличении числа подписчиков на посмертное издание «Элементов алгебры» Сондерсона (Elements of Algebra, 1740).
По окончании учебы Гартли отказался подписать Тридцать девять статей, что было обязательным требованием для рукоположения в англиканской церкви. В письме своему другу Джозефу Листеру в 1736 году Гартли заявил, что он верит, что «всеобщее счастье является фундаментальной доктриной как разума, так и Писания», добавив, что «ничто так не противоречит разуму, как вечное наказание, ничто так не противоречит всем намекам, которые Бог дал нам в Своем Слове». Гартли активно участвовал в различных благотворительных проектах. Среди них были издание «Элементов алгебры» Сондерсона и продвижение стенографической системы его друга Джона Байрома (система, которая, по мнению Гартли, могла стать «универсальным языком» и шагом к созданию философского языка).
Вскоре после обращения к медицине Гартли стал сторонником прививки против оспы. Вариоляция обеспечивает индивидуальный иммунитет и, если она широко распространена, может стать «службой человечеству», способствуя коллективному иммунитету. Однако преднамеренное заражение вирусом оспы сопряжено с риском ожогов и смерти. Так, Королева Каролина, супруга Георга II, стала сторонницей вариоляции и привила троих своих детей, но Джонатан Эдвардс умер от оспы в 1758 году. Таким образом, общественное благо может противоречить частным интересам. В своей первой публикации «Некоторые причины, по которым практика прививок должна быть введена в городе Бери в настоящее время» (Some Reasons why the Practice of Inoculation ought to be Introduced into the Town of Bury at Present, 1733) Гартли представил статистический аргумент, чтобы показать, что конфликт является лишь видимым, и прививка способствует как общественному благу, так и личным интересам человека.
К моменту своего переезда в Лондон в 1736 году Гартли стал известен другим сторонникам вариоляции, таким как Ганс Слоун и Джеймс Джюрин, президент Королевского общества. Он также имел поддержку влиятельных виговских семей в Саффолке, особенно Чарльза Таунсенда.
К 1740 году Гартли был известен каждому врачу в Лондоне и другим медикам по всей Европе. Гартли начал испытывать симптомы мочекаменной болезни в начале 1736 года. Мочекаменная болезнь, иногда сопровождающаяся камнем размером с яйцо, может вызывать нарушение мочеиспускания, мучительные боли и даже смерть. Лечение методом литотомии (хирургического удаления камня) многим не удавалось пережить.
Гартли полагал, что травница по имени Джоанна Стивенс разработала лекарство-литотриптик, пероральное средство, растворяющее камни внутри организма. Он опубликовал книгу «Десять случаев, в которых люди принимали препараты миссис Стивенс для лечения камней» (Ten Cases of Persons who have Taken Mrs. Stephens’s Medicines for the Stone, 1738), в которой детально описывал свои собственные страдания. Чтобы сделать патентованное лекарство доступным для общественности, Гартли убедил парламент заплатить Стивенс 5000 фунтов стерлингов за ее «секрет».
Имея рецепт Стивенс на руках, Гартли приступил к сотрудничеству с Стивеном Гейлзом и другими коллегами во Франции для поиска активных химических компонентов лекарства. Они обнаружили, что это гашеная известь (гидроксид кальция) и аликантное мыло (в состав которого входили, аналогично другим мылам, щелочные соли жирных кислот, в основном олеат калия). Гейлз показал, что некоторые камни мочевого пузыря быстро растворяются в кипяченом щелочном мыле (калийная щелочь, гидроксид калия). Таким образом, им было нужно найти безопасное для приема внутрь средство, которое бы ощелачивало мочу человека. Они пришли к выводу, что этими свойствами обладает комбинация гашеной извести и мыла. В 1739 году Гейлз получил медаль Копли за свою работу, а Гартли в следующем году опубликовал свои результаты в книге De Lithontriptico в Базеле и Лейдене, где находились ведущие медицинские школы в Европе.
В 1742 году Гартли и его семья переехали в Бат, Сомерсет. Он продолжал практиковать медицину и посвятил себя написанию своего главного произведения «Наблюдения о человеке, его физиологии, обязанностях и ожиданиях» (Observations on Man, His Frame, His Duty, and His Expectations), опубликованного в 1749 году Сэмюэлом Ричардсоном.
Гартли был вегетарианцем.

## Теория Гартли
Как и Джон Локк, Дэвид Гартли утверждал, что до появления ощущений человеческий разум представляет собой чистый лист. В результате роста из простых ощущений возникают те состояния сознания, которые кажутся наиболее далекими от ощущения. Единственным же условием роста, которое предлагал учитывать Гартли, было правило ассоциативных связей, синхронных и последовательных. При помощи этой теории он стремился объяснить не только явления памяти, которые до него аналогичным образом объясняли и другие исследователи, но также проявления эмоций, рассуждений и произвольных и непроизвольных действий. Другом, соратником и одним из его главных защитников был Джозеф Пристли (1733–1804), первооткрыватель кислорода, один из выдающихся ученых своего времени.